# Christer Somme
Christer Abrahamsson Somme (conosciuto anche con la versione norvegese Krister Some) (1580 circa – Rolfsdorf in Holstein, dopo 1611) è stato un militare svedese.
Fu colonnello della fanteria dello Småland.

## Carriera
La situazione svedese del 1599 portò il giovane Somme ad appoggiare il nuovo sovrano Carlo IX subito dopo la detronizzazione del precedente re Sigismondo, al tempo re di Polonia.
Grazie a questo appoggio nel 1601 fu nominato Capitano della città-fortezza di Koknese, nell'attuale Lettonia, ma in quel periodo sotto controllo svedese. Questo lo portò naturalmente a dover difendere la città dal sovrano polacco che ne rivendicava il possesso. Somme perdette la città e fu condotto in cattività in Polonia assieme al Barone Jesper Andersson Cruus.
Venne rilasciato già nel 1602 e dal 1603 fu governatore di Haapsalu, nell'odierna Estonia. Sconfitto nuovamente nel 1604 dai polacchi a Paide, rimase un periodo in Svezia dove nel 1609 aderì alla campagna militare di Jacob De la Gardie verso Mosca.

## Periodo a Kalmar
Il 20 luglio 1611, durante la guerra di Kalmar, fu nominato Capitano della città e del castello di Kalmar. Ma solo due settimane, il 3 agosto 1611 capitolò sotto l'assedio danese. Non potendo ricevere i rifornimenti e la polvere da sparo perché la flotta danese-norvegese impediva l'arrivo delle navi svedesi prese accordi per la resa della città. Somme aveva sotto il suo comando duemila uomini, oramai senza polvere da sparo. Durante il consiglio di guerra decisero di arrendersi dopo il terzo attacco danese ma quando Somme seppe dei preparativi per il primo attacco chiese di parlamentare. Sostenne in una lettera al sovrano svedese di non aver voluto sacrificare i suoi uomini che versavano già in cattive condizioni di umore.
Questa storia viene sempre presentata dal punto di vista svedese, sostenendo un imperdonabile atto di codardia e di tradimento ma recenti studi tendono a dimostrare che il passaggio di Somme nelle file dell'esercito danese sarebbe da imputare alla paura che nutriva per l'ira di Carlo IX e non ad una premeditazione di tradimento.
Ad ogni modo Somme passò al servizio della Danimarca e si stabilì nei pressi di Rolfsdorf in Holstein, dove fu assassinato non molto tempo dopo.

## Conseguenze
Carlo IX fece confiscare tutti i beni appartenuti a Somme tra cui il castello di Skokloster, venne condannato come traditore, nominato come sinonimo di frode per i secoli a venire. I cittadini di Kalmar, che senza dubbio hanno pagato il prezzo d'esser stati usati e sacrificati con i loro beni come merce di scambio dell'accordo tra Somme e Cristiano IV lo hanno eletto come figura nera nella storia della città. I bambini venivano portati a sputare sulla sua immagine al castello.

## Curiosità
A tutt'oggi nella lingua svedese è presente il nome di Somme come esempio di codardia.